# Elaphognathia wolffi
Elaphognathia wolffi là một loài chân đều trong họ Gnathiidae. Loài này được Mueller miêu tả khoa học năm 1989.